# Головатый, Павел Андреевич

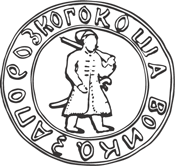
Запорожское Войско, печать (1620-е гг.)

Павел Андреевич Головатый (укр. Павло Андрійович Головатий); около 1715 — между 1790—1795, Тобольск) — последний войсковой судья Войска Запорожского низового, представитель казацкой старши́ны.

## Биография
Родился в семье малороссийского старшины. Брат Антона Головатого.
Принадлежал к Шкуринскому куреню и был его куренным атаманом.
Неграмотный.
Являясь представителем казацкой старшины, владел одним из первых конных заводов, на землях принадлежавших Сечи.
Участник русско-турецкой войны (1768—1774). 10 августа 1769 года от Походного Коша в Очаков был направлен трёхтысячный отряд, возглавляемый войсковым судьёй Павлом Головатым, при котором находились 4 войсковых старшины, 6 полковников и 9 полковых старшин. 12 августа отряд совершила наезд на татарское село Гаджи-Гассан, расположенный при устье Березани, в 15 верстах от Очакова. В ходе последующих сражений с турками в районе Джемерлея и Янчокрака, отряд из 2500 казаков, возглавляемый П. Головатым, одержал ряд побед. После вражеского отступления казакам досталось 8 флагов и большое количество военных трофеев. За отличия отряд Головатого получил в награду 1000 рублей.
П. Головатый входил в состав украинских депутатов в Екатерининскую законодательную комиссию 1767—1774, где представлял интересы войска Запорожского низового.
После разрушения Запорожской Сечи в 1775 году вместе с кошевым атаманом Петром Калнышевским и писарем Иваном Глобой без суда и без следствия был арестован и отправлен в пожизненную ссылку и заключение в Сибирь в Тобольск.
Павел Головатый умер через 20 лет в тобольском Знаменском монастыре.
Брат — Головатый, Антон Андреевич, один из основателей Черноморского казачьего войска, инициатор переселения черноморских казаков на Кубань.